# Берг (Штарнбергер Зе)
Берг (њем. Berg) општина је у њемачкој савезној држави Баварска. Једно је од 14 општинских средишта округа Штарнберг. Према процјени из 2010. у општини је живјело 8.173 становника. Посједује регионалну шифру (AGS) 9188113.

## Географски и демографски подаци
Берг се налази у савезној држави Баварска у округу Штарнберг. Општина се налази на надморској висини од 639 метара. Површина општине износи 36,6 km². У самом мјесту је, према процјени из 2010. године, живјело 8.173 становника. Просјечна густина становништва износи 223 становника/km².

## Међународна сарадња
| Мјесто | Држава    | Врста сарадње | Од    |
| ------ | --------- | ------------- | ----- |
|        | Француска | партнерство   | 1991. |
| Извор  |           |               |       |